# Rijnlandsche Stoomtramweg-Maatschappij

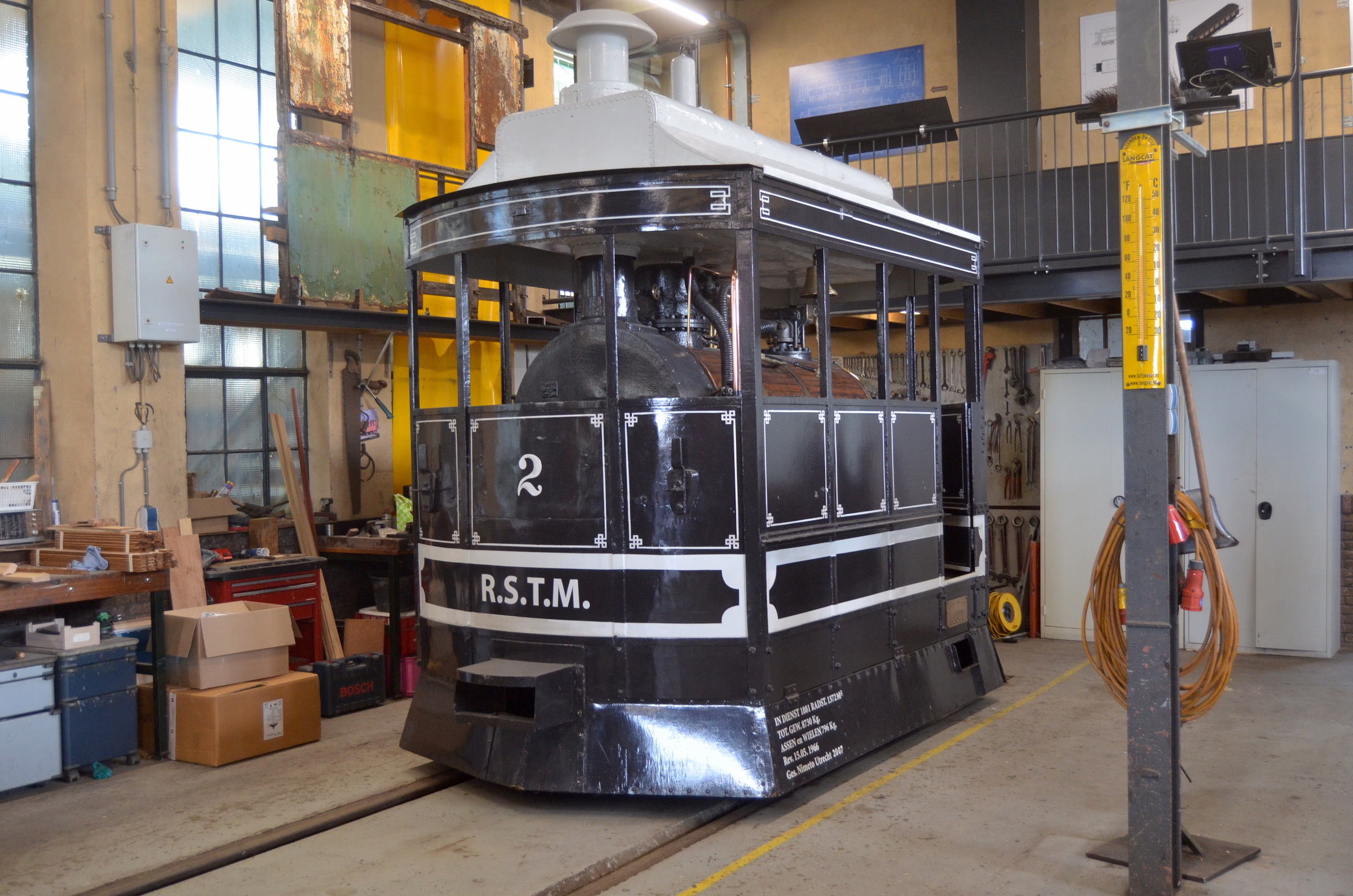
Loc RSTM 2 in de SHM-locloods te Hoorn; 15 april 2023.

De Rijnlandsche Stoomtramweg-Maatschappij (RSTM) was een Nederlands stoomtrambedrijf dat gedurende de periode 1881-1883 de stoomtram van Katwijk aan Zee naar Rijnsburg exploiteerde, voordat deze in 1883 werd overgenomen door de HIJSM en werd doorgetrokken naar Oegstgeest en later naar Leiden.

## De route
Als dezelfde route nu zou worden afgelegd, zou men van een stadsdienst spreken, de gehele rit blijft de tram immers binnen Katwijk. De Katwijkse kernen waren in die tijd echter nog afzonderlijke dorpen. De route liep vanaf de Boulevard via het Koningin Wilhelminaplein en de Tramstraat, door Katwijk aan den Rijn naar Rijnsburg, ter hoogte van waar nu de Splitsing is. De route is nog vrij lang zo gebleven, ook na de doortrekkingen naar Oegstgeest en Leiden. Pas in 1900 is de route aan de westzijde ingekort en lag het eindpunt niet langer aan de Boulevard maar aan het Koningin Wilhelminaplein, niet omdat het aantal reizigers op de Boulevard tegenviel, maar omdat de groefrails van de tram steeds onder het stuifzand kwamen, met ontsporingen tot gevolg.

## Het bedrijf
Op 2 november 1880 werden de statuten van de Rijnlandsche Stoomtramweg Maatschappij, de RSTM, koninklijk goedgekeurd. De Haagse Pieter Crans, die ook betrokken was bij de oprichting van de stoomtram Den Haag – Scheveningen, werd benoemd tot directeur. Het trammaterieel bestond uit 5 Engelse stoomtramlocomotieven en 10 rijtuigen, met daarnaast nog 2 bagagewagons, 2 veewagons en 3 open goederenwagons.
In 1883 is de dienst overgenomen door de HIJSM. De RSTM werd hierbij opgeheven en al het materieel ging over naar de nieuwe exploitant. In 1909 nam de NZH de lijn over en bouwde deze om voor elektrische trams.

## Museumloc
Van het trambedrijf van de RSTM is één voertuig bewaard gebleven: stoomloc RSTM 2 uit 1881 bevindt zich in de collectie van het Nederlands Spoorwegmuseum te Utrecht. De locomotief werd met vijf andere in 1881 gebouwd door Messrs. Merryweather & Sons te Londen om dienst te doen op de lijn Leiden - Katwijk (Badhuis). Na een zeer afwisselend bestaan werd ze in 1932 aan het museum geschonken. Bij een bombardement in 1943 werd de machine zwaar beschadigd. Na 1945 werd zij hersteld in haar oorspronkelijke staat van 1881. Deze locomotief is de oudste bewaard gebleven tramweglocomotief van Nederland. Sinds 1 juli 2017 is de loc als statisch object in bruikleen bij de Stoomtram Hoorn-Medemblik.